# Дайс, Екатерина Александровна
Екатери́на Алекса́ндровна Дайс (род. 29 октября 1978, Москва, СССР) — российский культуролог, философ, критик. Занимается проблемами влияния мистериальной традиции на современную литературу и искусство, а также философией пространства, или геопоэтикой. Кандидат культурологии. Автор 3 книг стихов и 3 монографий по культурологии.

## Биография
Родилась в Москве. Окончила факультет истории искусств и аспирантуру РГГУ. Публикуется с 2005 года. Ученица Вадима Руднева и Игоря Яковенко.
Эссе и научные статьи публиковались в журналах «Нева», «Новый мир», «Дружба народов», «Волга», «Мир психологии», газетах «Литературная Россия», «Независимая газета», интернет-изданиях «Русский журнал», «Полит.ру», «Либеральная миссия», «Частный Корреспондент» и др.
- С 2006 по 2008 год — директор сайта фонда «Либеральная миссия», автор колонки «С либеральной точки зрения»
- В 2007 году была редактором-составителем 25-й выпуска журнала «REFLECT…» (Чикаго)
- С 2008 года является членом группы «Номинальная инициатива», куратором нового литературного цикла «Феноменология Имени» Крымского клуба (совместно с Игорем Лёвшиным и Игорем Сидом)
- Соорганизатор Первого этно-регги фестиваля «Афро Плюс» (27-28 июня 2009)
- Соорганизатор Второй Международной конференции по геопоэтике (25 ноября 2009)
- Создатель, куратор акционного цикла «Зодиакальные чтения» (с января 2011)

Переводчик Алистера Кроули, Джека Парсонса, Луизы Глик, Эдварда Каммингса, Халиля Джебрана и орфических гимнов.

## Книги
- Екатерина Дайс. Джон Фаулз и мистериальная традиция. — М.: Клуб Касталия, 2011. — 244 с. — (Юнгианская культурология). — ISBN 978-5-91146-576-6.
- Екатерина Дайс. Психея и Рок: Статьи о современной культуре. — М.: Крымский Клуб, 2012. — 360 с. — (Герменевтика). — ISBN 978-5-458-23173-2.
- Екатерина Дайс. Глина и Логос. — М., 2016.
- Екатерина Дайс. Малая традиция (от Хоттабыча до Оксимирона). — М.: Клуб Касталия, 2018. — 358 с. — (Юнгианская культурология).
- Екатерина Дайс. Сады Исиды. — М., 2018.
- Екатерина Дайс. Ключи Гекаты. — М.: Клуб Касталия, 2019. — 162 с.

### О ней
- Михаил Бойко. «Позитивная богооставленность. Екатерина Дайс и зашифрованные тексты» («НГ-Ex libris», 29.12.11)
- Ольга Балла-Гертман. «Кора разламывается» («Радио Свобода», 23.05.11)
- Игорь Сид. «Поэтика как новая антропология» («НГ-Ex libris», 09.06.11)
- Данила Давыдов. «Цветаева и догоны» («Книжное обозрение», № 5, 2012)

### Интервью
- «София, гнозис и помада Хейдиз» (Беседа Рубена Ишханяна с Екатериной Дайс для портала «Переводчики стран СНГ и Балтии», 21.05.2012)
- «Новейшее время закончилось: о тайных культурных культах, мистериальной традиции в современной культуре, рифмах френдленты и половой принадлежности Бога» (Беседа Ольги Балла с Екатериной Дайс, «Частный корреспондент», 31.01.2012)
- «Насыщенная культурная жизнь — одно из условий для развития города-курорта» (Беседа Ирины Кучминой с Екатериной Дайс, «Керченский рабочий», 25.10.2011)
- «Демиург и шоры в нашем сознании. О гностических мотивах в современной литературе» (Беседа Михаила Бойко с Екатериной Дайс, «НГ-Ex libris», 09.06.2011)
- «Делать тайное явным. О мистериальной традиции в современной литературе» (Беседа Рубена Ишханяна с Екатериной Дайс для ереванской газеты «Эфир», 09.06.2011)